# David E. Wellbery
David E. Wellbery (* 17. Januar 1947) ist ein amerikanischer Literaturwissenschaftler und Germanist. Er ist Professor für deutsche Literatur an der University of Chicago.

## Leben
Wellbery begann seine akademische Laufbahn an der Stanford University, wo er zwischen 1975 und 1990 tätig war. Von 1990 bis 2001 unterrichtete er an der Johns Hopkins University als Professor für Germanistik. Seit 2001 hat er an der University of Chicago den LeRoy-T.-and-Margaret-Deffenbaugh-Carlson-Lehrstuhl für Germanistik inne. Gastprofessuren nahm er an den Universitäten Bonn, Princeton, UERJ (Rio de Janeiro) und Kopenhagen wahr.
Fachliche Brillanz wird Wellbery unter anderem für seinen Eintrag „Stimmung“ im Lexikon Ästhetische Grundbegriffe (2003) attestiert. Hans Ulrich Gumbrecht hob 2011 hervor, dass es Wellbery mit diesem Beitrag erstmals gelungen sei, die Begriffsgeschichte von Stimmung in ihren historischen und semantischen Schichten zu rekonstruieren.

## Auszeichnungen
- 2005: Forschungspreis der Alexander von Humboldt-Stiftung[3]
- 2008: Korrespondierendes Mitglied der Bayerischen Akademie der Wissenschaften[4]
- 2009: Ehrendoktorwürde der Universität Konstanz[3]
- 2009: Mitglied der Deutschen Akademie für Sprache und Dichtung[5]
- 2009: Aufnahme in die American Academy of Arts and Sciences
- 2010: Jakob- und Wilhelm-Grimm-Preis des Deutschen Akademischen Austauschdiensts[3][6]
- 2010: Mitglied der Leopoldina[7]
- 2019: Goldene Goethe-Medaille
- 2020: Mitglied der American Philosophical Society

## Werke
Monographien
- Lessing’s Laocoön. Semiotics and Aesthetics in the Age of Reason. ISBN 0-521-25794-8 (1984)
- Johann Wolfgang von Goethe, Harzreise im Winter: Eine Deutungskontroverse, zusammen mit Klaus Weimar. ISBN 3-506-75054-2 (1984)
- The Specular Moment: Goethe’s Early Lyric and the Beginnings of Romanticism. ISBN 0-8047-2694-9 (1996)
- Neo-retórica e desconstrução. ISBN 85-85881-52-6 (1998)
- Schopenhauers Bedeutung für die moderne Literatur. (1998)
- Seiltänzer des Paradoxalen. ISBN 3-446-20800-3 (2006)

Lexikoneintrag
- „Stimmung“, Eintrag in: Ästhetische Grundbegriffe. Band 5: Postmoderne – Synästhesie, herausgegeben von Karlheinz Barck, Stuttgart: Metzler, 2003, ISBN 3-476-01659-5[8]

Herausgeberschaften
- Positionen der Literaturwissenschaft. ISBN 3-406-37731-9, 4. Auflage (2002)
- Reconstructing Individualism: Autonomy, Individuality, and the Self in Western Thought, mit Thomas C. Heller, Morton Sosna, Arnold I. Davidson, Ann Swidler und Ian Watt. ISBN 0-8047-1291-3 (1986)
- Interpretation – Discourse – Society, mit Russell Berman (Sonderband Stanford Literature Review) (1986)
- Positionen der Literaturwissenschaft. Acht Modellanalysen am Beispiel von Kleists Das Erdbeben in Chili. 2., durchgesehene Auflage (1987)
- Goethe, The Sorrows of Young Werther, Elective Affinities, Novella = Bd. 11 von Goethe. The Collected Works. ISBN 0-691-04346-9 (1989)
- The Ends of Rhetoric: History, Theory, Practice, mit John Bender ISBN 0-8047-1818-0 (1990)
- Chronotypes: The Construction of Time, mit John Bender. ISBN 0-8047-1912-8 (1991)
- Traditions of Experiment from the Enlightenment to the Present: Essays in Honor of Peter Demetz, mit Nancy Kaiser. ISBN 0-472-10309-1 (1992)
- Observation/Form/Difference: Literary Studies and Second-Order Cybernetics (Sonderband MLN, 1996)
- Augenmensch – zur Bedeutung des Sehens im Werk Goethes, mit Dorothea von Muecke (Sonderband Deutsche Vierteljahresschrift für Literaturwissenschaft und Geistesgeschichte, 2001)
- Kunst – Zeugung – Geburt, mit Christian Begemann. ISBN 3-7930-9274-7 (2002)
- New History of German Literature. Hauptherausgeber. ISBN 0-674-01503-7 (2005)
  - Eine neue Geschichte der deutschen Literatur (Hrsg.), Berlin University Press, Berlin 2008. ISBN 978-3-940432-12-4

## Weblink
- Literatur von und über David E. Wellbery im Katalog der Deutschen Nationalbibliothek